# Ташкьопрю джамия
Ташкьопрю джамия, също се нарича Джамията на брега на реката, е действащ мюсюлмански храм, джамия, в квартал Мараша на град Пловдив, България. Сградата е разположена на кръстовището на булевард „Шести септември“ и улица „Цар Калоян“ в централната част на града. Минарето на джамията не е запазено. Сградата е със статут на паметник на културата.

## История
Джамия Ташкьопрю е построен през 1860 г. като молитвен дом за мюсюлманите в квартал Мараша и първоначално има минаре. През 1928 г. сградата е повредена, а минарето напълно разрушено от Чирпанското земетресение. Храмът не е ремонтиран и през 1939 г. имотът му е продаден на частно лице със задължението сградата да бъде съборена и да се изгради нова сграда. Планираните дейности са осуетени от започналата Втора световна война и сградата е частично ремонтирана.
През 1948 г. сградата е национализирана и е била използвана като склад. През 1980-те години в сградата се помещава хлебарница, в която се продават също закуски и сладкарски изделия, като входът за нея е бил между двата прозореца (гледащи към бул. „6-ти Септември“). След политическите промени през 1989 г. собствеността на сградата е възстановена, извършен е ремонт и тя започва да се използва като ресторант. През 2009 г. Пловдивското мюфтийство се опитва да получи сградата обратно, но съдът отхвърля молбата. Поради изселване на наследниците на имота извън България по-късно сградата е обявена за продан.
През 2024 г. сградата става собственост на Пловдивско мюфтийство, което започва нейната реставрация. През февруари 2025 г., малко преди свещения мюсюлмански празник Рамазан, джамията официално отвори врати за молитви.

## Галерия
- Общ изглед
- Изглед от улица Цар Калоян
- Южна стена
- Страничен изглед
- Фрагмент от южната стена